# Clyde Hart
Clyde Hart (Baltimore, 24 februari 1910 - New York, 19 maart 1945) was een Amerikaanse jazzpianist van de modernjazz.

## Carrière
Clyde Hart kwam in 1930 met Jap Allen naar Kansas City en enkele jaren later naar New York, waar hij speelde met Stuff Smith vanaf 1937, Roy Eldridge in 1939–1940, Lucky Millinder in 1941, John Kirby in 1942/1943, Billy Eckstine in de zomer van 1944 en Oscar Pettiford eind 1944. Hij overleed aan tuberculose, voordat hij nog een waardige bijdrage had kunnen leveren aan de ontwikkeling van de bop, die hem waardig zou zijn geweest. Hart was bij tijden een gevraagd muzikant voor studio-opnamen. Op platen is hij onder andere te horen met Ben Webster, Coleman Hawkins, Dizzy Gillespie, Charlie Parker, Lionel Hampton, Rubberlegs Williams, Henry Allen, Chu Berry, Don Byas, Cozy Cole, Tiny Grimes, Billie Holiday, John Kirby, Hot Lips Page, Stuff Smith en Trummy Young.
Hart arrangeerde voor Lionel Hampton in 1942 het nummer In The Bag en nam tussen 1944 en 1945 onder zijn eigen naam platen op met onder andere Don Byas, Charlie Parker, en Dizzy Gillespie voor Continental Records. Hij speelde als een van de eerste pianisten met de muzikanten van de bop en blijft vooral door zijn medewerking aan Charlie Parkers eerste plaatopnamen in herinnering.

## Overlijden
Clyde Hart overleed in maart 1945 op 35-jarige leeftijd.
- Bibsys: 6015579
- Bibliothèque nationale de France: cb13895005r (data)
- Gemeinsame Normdatei: 1137955988
- International Standard Name Identifier: 0000 0000 5335 0216
- Library of Congress Control Number: no98095008
- MusicBrainz: 15f0322a-5ba3-4c40-b411-2445f7316b7a
- Nationale Bibliotheek van Israël: 987007402246705171
- Système universitaire de documentation: 156723883
- Virtual International Authority File: 49408256
- WorldCat: E39PBJr3mcDc7gCPPr9YhWXPQq